# Alexandre Nero
Alexandre Vieira Nero (Curitiba, 13 de febrero de 1970), más conocido como Alexandre Nero, es un cantante, compositor y actor brasileño.

## Carrera
En Fina estampa y Escrito en las estrellas interpreta personajes antagónicos.
Entre 2012 y 2013, forma parte del elenco de la telenovela La guerrera de Glória Pérez, protagonizada por Nanda Costa y Rodrigo Lombardi.
En el 2014 es convocado para protagonizar la telenovela Império de Aguinaldo Silva, junto con la primera actriz Lília Cabral y Leandra Leal.

### Vida privada
En julio de 2015 se casa en segundas nupcias con la también actriz Karen Brustolin, con quien mantenía una relación desde 2012.

## Filmografía

### Televisión
| Año     | Título                   | Personaje                             |
| ------- | ------------------------ | ------------------------------------- |
| 2008    | La favorita              | Vanderlei Peive                       |
| 2009    | Ciudad Paraíso           | Terêncio                              |
| 2010    | Escrito en las estrellas | Gilmar Almeida                        |
| 2011    | Fina estampa             | Baltazar Fonseca                      |
| 2012    | La guerrera              | Stênio Alencar                        |
| 2013    | Além do Horizonte        | Armando Carvalho (Hermes)             |
| 2014    | Imperio                  | José Alfredo Medeiros (El comendador) |
| 2015    | Reglas del juego         | Romero Rômulo                         |
| 2017/19 | Filhos da pátria         | Geraldo Bulhosa                       |
| 2018    | Onde nascem os fortes    | Pedro Gouveia                         |
| 2021    | Nos tempos do imperador  | Antônio Carlos Rocha (tonico)         |
| 2022    | Travesía                 | Stênio Alencar                        |
| 2025    | Vale Tudo                | Marco Aurélio Cantanhede              |

### Cine
| Año  | Título                                                          | Personaje                 |
| ---- | --------------------------------------------------------------- | ------------------------- |
|      |                                                                 | —                         |
|      |                                                                 | Alférez Pimentel          |
| 2011 |                                                                 | Giovani                   |
| 2011 | Cilada.com                                                      | Henrique                  |
| 2011 | A Novela das 8                                                  | Brandão (policial)        |
| 2013 | Crô - O Filme                                                   | Baltazar Fonseca (Zoiúdo) |
| 2013 | Eu Não Faço a Menor Ideia do Que Eu Tô Fazendo Com a Minha Vida | Tío de Clara              |
| 2014 | Muita Calma Nessa Hora 2                                        | Casé                      |
| 2014 | Getúlio                                                         | Coronel Scaffa            |
| 2014 | Revendo Amor - Com Pouco Uso Quase na Caixa                     | Él mismo                  |

## Discografía
Álbumes de estudio
- 1995: Camaleão
- 2001: Maquinaíma
- 2011: Vendo Amor[4]